# Watson Brake

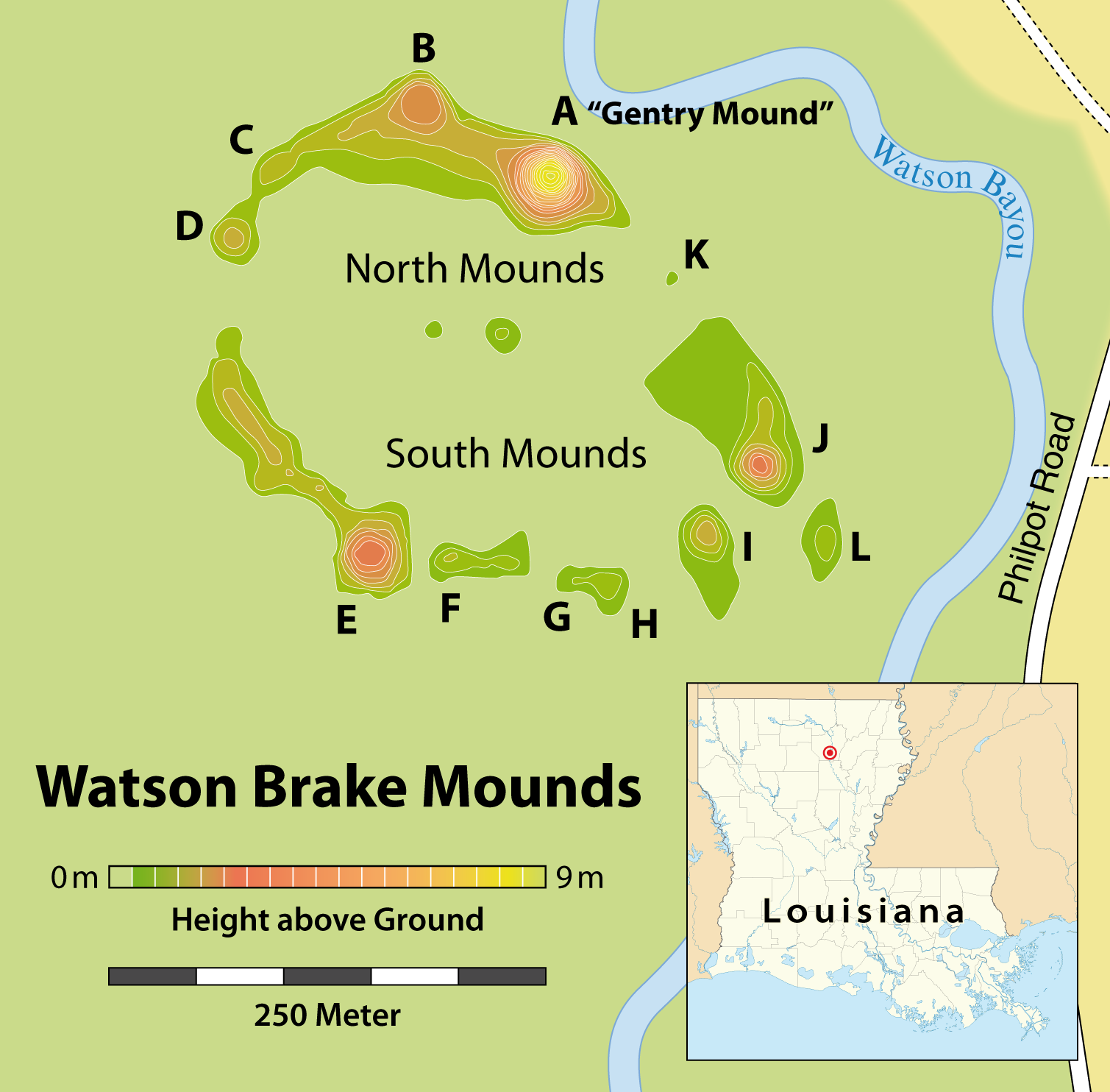
Schematischer Plan der Mounds von Watson Brake

Watson Brake ist ein archäologischer Fundort aus der mittleren Archaischen Periode südlich von Monroe, im Ouachita Parish, Louisiana. Gefunden wurde ein komplexes Erdwerk aus elf als Mounds bezeichneten künstlichen Erdhügeln unterschiedlicher Höhe, die durch mehrere lang gestreckte Rücken zu einem Oval mit etwa 300 m in Ost-West- und rund 200 m in Nord-Süd-Richtung auf einer Gesamtfläche von etwa neun Hektar verbunden sind. Die Mounds einer Jäger-, Sammler- und Fischerkultur werden auf 3500–3000 v. Chr. datiert und stellen damit das älteste bekannte komplexe Bauwerk in Amerika da.
Die Anlage ist nach einem gleichnamigen Wasserlauf benannt, der wiederum den Namen eines früheren Grundeigentümers Watson mit einem altenglischen Begriff für Brachland kombiniert.

## Die Anlage

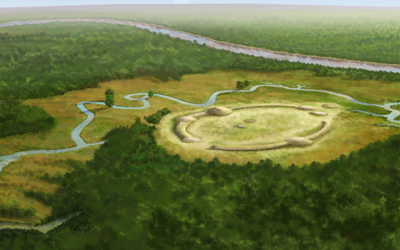
Illustration der ursprünglichen Anlage, Blick aus der Luft

Auf einer Flussterrasse über dem Ouachita River liegen elf Mounds um eine nahezu ebene Fläche. Heute ist der Flusslauf rund 500 m von der Anlage entfernt, in prähistorischen Zeiten verlief ein Nebenarm direkt unterhalb der Mounds, der im Laufe der Zeit vom Zufluss abgeschnitten wurde, verlandete und heute ein sumpfiges Tiefland bildet. Sie teilen sich in ein nördliches und ein südliches Halboval auf, im Westen befindet sich eine größere Lücke, im Osten eine kleinere an einem Einschnitt in der Hangkante. Der höchste Mound A erreicht eine Höhe von 7,50 m über dem Zentrum, der niedrigste Mound K von nur rund 1 m. Die heutigen Höhen entsprechen wohl etwa den ursprünglichen Verhältnissen, ein unterschiedlich guter Erhaltungszustand gilt aber als wahrscheinlich.
Die Anlage wurde in mehreren Bauphasen errichtet. Die ersten Anfänge fanden um 3500 v. Chr. statt, als die Mounds K und B, sowie möglicherweise auch bereits Mound A begonnen wurden. In der Folge siedelten die Erbauer südlich und westlich der ersten Mounds und häuften Abfälle der Nahrungsmittelzubereitung an, die als ein Stratum gefunden wurden, das besonders reich an organischem Material war. Die Anlage im heutigen Sinne wurde ab etwa 3350 v. Chr. errichtet, Mound J folgte wohl erst um 3000 v. Chr. Etwa die Hälfte der Mounds wurde mehrfach nach langen Unterbrechungen erhöht, was sich daran zeigt, dass die Bodenbildung bereits eingesetzt hatte. Die Mounds E, G, H, K und L hatten nur eine Bauphase, was zumindest bezüglich des zweitgrößten Mounds E überrascht. Die Mounds C und F weisen zwei durch einen jungen Bodenhorizont getrennte Schichten auf, I und J haben drei, B und D vier Schichten. Der höchste Mound A weist mindestens sieben Schichten auf, die jeweils durch einen Bodenhorizont getrennt sind. Es ist aber nicht ganz klar, ob Bohrung und Proben das ursprüngliche Geländeniveau vor Errichtung des Mounds erreicht haben, so dass möglicherweise noch tiefere Schichten existieren. Das Baumaterial der Mounds ist das umgebende Erdreich, die nördlichen Mounds sind im Wesentlichen aus dem Material der östlichen Hangkante zusammengesetzt und reich an Kies aus der Flussterrasse, die südlichen Mounds liegen wohl etwas zu weit von der Hangkante entfernt, weshalb das Material für ihren Bau aus der unmittelbaren Umgebung südwestlich entnommen wurde und kaum Geröll enthält.
Die Rücken, welche die Mounds verbinden, sind nur partiell aus Erdmaterial der Umgebung errichtet, große Teile bestehen aus den Überresten der Nahrungszubereitung, insbesondere den Bruchstücken von zersprungenen Kochsteinen und eine Vielzahl an Objekten aus Ton, die ebenfalls zum Kochen und Backen dienten.
Das Gesamtvolumen der Anlage beträgt etwa 33.900 m³ oder etwas mehr als zehn olympische Schwimmbecken. Vergleichsversuche mit menschlicher Arbeitskraft ordnen dieses Volumen als ohne weiteres erreichbar ein für eine Kultur auf dem Stand der mittleren archaischen Periode. Bei einer Arbeitszeit von mehreren Monaten pro Jahr zwischen den wichtigsten Phasen des Nahrungserwerbs, hätten zwischen 35 und 40 Personen die Anlage in nur sieben Jahren errichten können. Nachdem die Daten auf eine weit verteilte Errichtung in mehreren Phasen über rund 500 Jahre deuten, relativieren sich diese Anforderungen noch erheblich.

## Die Bewohner von Watson Brake
Eine Analyse der gefundenen Artefakte erlaubt einen Einblick in die Lebensbedingungen und -führung der prähistorischen Bewohner der Region. Sie lebten überwiegend von aquatischen Lebensmitteln aus dem unmittelbar an die Anlage angrenzenden Wasserlauf. Fischgräten machen mehr als die Hälfte des Gewichts der gefundenen Spuren tierischer Nahrung aus, die im Verhältnis zum Fleischanteil wesentlich schweren Knochen von Weißwedelhirschen kommen auf 30 Gewichtsprozent, weitere Nahrungsklassen wie Kleinsäuger oder Wasservögel liegen jeweils bei unter 10 %. Flussschnecken und Muscheln wurden nur in kleiner Zahl, aber großer Artenvielfalt gefunden, außerdem waren die Schalen sehr klein, was auf starke Entnahme und Übernutzung der Bestände hindeutet. Pflanzliche Nahrungsmittel lieferten die Wurzeln von Zürgelbäumen und Gänsefüßen sowie die Früchte des Hickory und der Weinrebe. Dabei zeigen morphologische Untersuchungen, dass es sich um natürliche Varietäten und noch nicht um Kulturpflanzen handelt. Es gibt auch keine Anzeichen für die Lagerung von Vorräten, was ebenfalls auf eine reine Existenz als nomadische Jäger und Sammler deutet.
Durch Untersuchung von Statolithen aus den Fischabfällen konnte bestimmt werden, dass alle Jahreszeiten in etwa ausgeglichenem Verhältnis vorkommen. Watson Brake war also ganzjährig genutzt, wobei unbekannt ist, ob es sich um echte Sesshaftigkeit handelt oder Jäger und Sammler sporadisch aber weitgehend gleichmäßig über das Jahr verteilt an der Anlage vorbei kamen und ob es sich im letzten Fall immer um dieselben Personen handelte.
Ihre Steingeräte stellten die Bewohner selbst aus dem Geröll der Flussterrasse her, wie die unzähligen Abschläge und Splitter der Werkzeugherstellung zeigen. Einige wenige Steinwerkzeuge sind aus Sandstein oder verkieseltem Holz gefertigt, diese Materialien kommen wenige Kilometer entfernt in der unmittelbaren Umgebung vor. Unter den Werkzeugen herrschten Projektilspitzen, Bohrer und Klingen vor. Die Projektilspitzen konnten teilweise bekannten Typen zugeordnet werden, so handelt es sich bei knapp der Hälfte der identifizierten Typen um Evans-Points mit breiter Flanke und seitlichen Einzügen, gleich vielen Ellis-Points und eine Pontchartrain-Spitze, die ungewöhnlich groß und breit ist. Außerdem wurden Kerne gefunden, aus denen bereits Abschläge gewonnen worden waren und die auch weiterhin zur Produktion neuer Klingen dienten. Weitere Werkzeuge waren Hämmer, Mahlsteine und verschiedene Reibesteine. Aus dem lokalen Material wurden auch Künstliche Perlen gefertigt, die als Schmuckstücke dienten. Dafür waren schmale Steinbohrer erforderlich, die in großer Zahl gefunden wurden. Im Klima des nördlichen Louisianas erhalten sich Artefakte aus organischem Material nur schlecht. Nachweisen lassen sich Ahlen aus Knochen oder Geweihen, ein knöcherner Spatel, Angelhaken sowie ein fertiger und mehrere angefangene Schmuckanhänger aus Knochen.
Die meisten Funde sind zersprungene Kochsteine und verschiedene Objekte aus gebranntem Ton, die zur Zubereitung der Speisen dienten. Außerdem wurden sechs Feuergruben gefunden und drei Pfostenlöcher. Letztere lagen auf den Rücken beziehungsweise in einem Bodenhorizont im Inneren eines Mounds. Umgeben waren die Werkzeugfunde von tausenden Splittern und Abschlägen aus der Produktion der Steingeräte. Insgesamt wurden 32,640 bearbeitete Steine und Bruchstücke gefunden, mit einem Gesamtgewicht von 16,9 Kilogramm. Davon waren nur 392 fertige oder klar erkennbare Werkzeuge und 175 Kerne, der Rest Bruchstücke und Abschläge aus der Produktion. Die Steinfunde verteilten sich über die meisten Strati in den Mounds und Rücken, nur die oberen Schichte der höheren Mounds waren relativ fundarm. Dies deutet wie die Verteilung der Feuergruben darauf hin, dass Ringe und niedrige Mounds den Menschen als Wohnflächen dienten, welche teilweise in späteren Bauphasen wieder mit Erde überdeckt wurden.
Die von Mounds und Rücken umschlossene Freifläche ist nahezu leer von jeglichen Artefakten, die Funddichte steigt an den Flanken der Mounds und Rücken schnell auf das durchschnittliche Niveau in und auf den Erdwerken an. Entweder die Freifläche wurde aus oder für kultische Zwecke sauber gehalten oder die Bewohner der Anlage betraten sie aus denselben Gründen niemals. Es sind keine Gräber in Watson Brake bekannt, im Baumaterial eingebettet wurden jedoch einige wenige zerstreute menschliche Knochenreste gefunden. Die Archäologen interpretieren das als unwillkürlichen Eingriff in frühere Bestattungen beim Abgraben des Baumaterials.
Im Ergebnis kommen die Ausgräber von Watson Brake zu dem Schluss, dass es sich um eine egalitäre Jäger- und Sammler-Kultur gehandelt hat, die noch keine Anzeichen für eine Soziale Schichtung aufweist. Die Verwendung von ausschließlich lokalen Steinen spricht gegen überregionalen Austausch von Gütern oder Handel. Die Gunst des Standortes mit unerschöpflichen natürlichen Ressourcen erlaubte ihnen über reine Subsistenz hinaus die Errichtung der Mounds.

## Bedeutung und Tradition

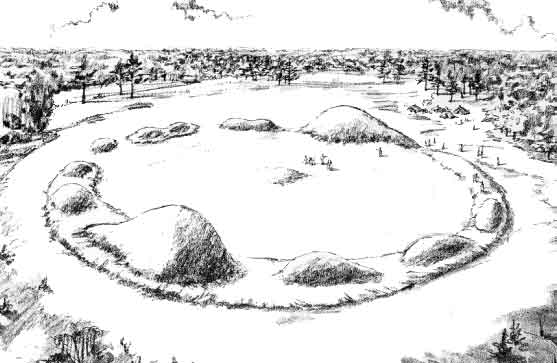
Illustration der Anlage, Blick von Süden

Die Mounds von Watson Brake waren 1997 die ersten Mounds im Südosten Nordamerikas, die mittels naturwissenschaftlicher Methoden eindeutig in die mittlere archaische Periode datiert werden konnten. Bis dato galten die Mounds von Poverty Point als die ältesten Erdwerke Nordamerikas, wobei deren Alter noch mit rund 1500 v. Chr. angenommen wurde. Die Datierung des Beginns von Poverty Point wurde nach neuen Probennahmen seit 2001 und durch wesentlich verbesserte Methoden inzwischen selbst um etwas über 200 Jahre nach vorne auf das 18. Jahrhundert v. Chr. korrigiert. Bis zur Veröffentlichung der ersten Datierungen Watson Brakes in die mittlere archaische Periode waren die Kulturen dieser Epoche als hoch mobile, kleine Jäger- und Sammler-Gruppen angesehen worden, die wenig Anreize zu sozialem Wandel oder der Herausbildung von sozialer Führung hatten. Der Bau von großen Erdwerken nach einem wohl durchdachten Plan passte nicht diese Vorstellungen.
In ersten Stellungnahmen sprachen Archäologen von einem radikalen Einschnitt in die wissenschaftlichen Theorien:

„Nur selten finden Archäologen etwas, das unser Bild von der Vergangenheit so vollkommen verändert wie in diesem Fall.“

Watson Brake ist darüber hinaus die komplexeste aller inzwischen bekannt gewordenen Mound-Anlagen, die in mittelarchäischer Zeit zwischen 4000 und 3000 v. Chr. errichtet wurden. Sie reichen von einem einzelnen Mound bis zu Gruppen von bis zu acht Mounds und eben Watson Brake mit elf. Die mittelarchäischen Mound-Anlagen unterscheiden sich auch in den gefundenen Artefakten. Nur westlich des Flusses wurden Projektilspitzen von Evans-Typ mit besonders breiten Flanken und seitlichen Einzügen nachgewiesen, nur im Nordosten Louisianas wurden die Objekte aus gebranntem Ton gefunden, die als Hilfsmittel bei der Zubereitung von Speisen gelten. Einer der Mounds von Frenchman’s Bend ist der einzige, in dem Menschen mehrmals eine ebene Oberfläche geschaffen haben, die anschließend als Boden eines Wohnplatzes genutzt, bevor der Mound lange später erhöht wurde. Unter zwei Mounds, ebenfalls bei Frenchman’s Bend und Monte Sano sind Pfostenlöcher einer Holzkonstruktion nachgewiesen, bei Monte Sano auch eine Feuerstelle, die für eine Feuerbestattung genutzt wurde. Joe W. Saunders, der Leiter der Ausgrabungen von Watson Brake kommt zum Schluss, dass „die einzige gemeinsame Eigenschaft der mittelarchaischen Mounds die Mounds selbst sind“. Er stellt fest, dass die Mounds nicht Ausdruck einer verfestigten Kultur waren und in der mittleren Archaischen Periode unabhängige, gleichzeitige kulturelle Strömungen existierten, von denen der Bau von Mounds nur eine war.
Die Kultur der Erbauer ist schwer zu erfassen, weil nahezu ausschließlich die Mounds ergraben sind. Es sind keine Begräbnisstätten mit möglichen Grabbeigaben bekannt und Siedlungs- oder Jagdplätze ohne Mounds sind soweit gefunden, bislang nicht näher untersucht. Außerdem wurden viele Mounds nur über Artefakte, aber nicht mit naturwissenschaftlichen Methoden datiert.
Die Tradition der Mounds brach um 3000 v. Chr. ab und wurde erst rund 1300 Jahre später am Ende der archaischen Periode wieder aufgenommen. Der Grund für diese Unterbrechung und die Wiederaufnahme ist unbekannt. In der Zwischenzeit entwickelte sich der Fernhandel von besonders gutem Steinmaterial und anderen Gütern. Dann entstanden die Anlagen von Poverty Point westlich und Jaketown Site östlich des Mississippi Rivers. Die Erbauer dieser Regionen konzentrierten sich auf jeweils eine Anlage und verzichteten weitgehend darauf, weitere unabhängige Mounds zu errichten.
Unabhängig von den Mounds am Unterlauf des Mississippis entstand ebenfalls in der Mitte der archaischen Periode um 3000 v. Chr. über 1000 km nordöstlich am Ohio River und seinen Nebenflüssen eine weitere Tradition der Errichtung monumentaler Anlagen. Hier bauten die Menschen jedoch nicht aus Erdreich, sondern sie häuften gewaltige Mengen an Muschelschalen, einem wesentlichen Teil ihrer Ernährung, zu so genannten Shell middens an. Die Kultur, die nach dem Fundort Indian Knoll als Indian Knoll phase bezeichnet wird, gilt als ein weiterer Anfang in der Herausbildung komplexerer Gesellschaften im Südosten Nordamerikas, wobei angenommen wird, dass die middens zunächst unwillkürlich aus Abfällen der Nahrungsmittelzubereitung an geeigneten und häufig besuchten Wohnplätzen entstanden und erst im Laufe der Zeit systematisch erweitert wurden. In Indian Knoll wurden über 1100 Gräber, teils mit Grabbeigaben gefunden, die einen Einblick in die Kultur bieten, wie er in Watson Brake fehlt, da hier keine Gräber bekannt sind.

## Forschungsgeschichte
Die Mounds von Watson Brake wurden erstmals 1981 von einer Anwohnerin bemerkt, nachdem ein Teil des Geländes bei einem Kahlschlag von Bäumen befreit wurde, und 1984 zeichnete ein Archäologe einen ersten Plan der Anlage, die im folgenden Jahr erstmals in einer Veröffentlichung erwähnt wurde. Erste Datierungen beruhten auf Oberflächenfunden und nahmen eine Entstehung im zweiten Jahrtausend v. Chr. an, am Ende der Archaischen Periode und damit im Zeitrahmen der bekannten Anlage von Poverty Point rund 100 km westlich. Allerdings fehlten die typischen Erd- und Tonbällchen, die in der Poverty Point Culture zum Erhitzen von Nahrung verwendet wurden. 1992 wurde eine bodenkundliche Untersuchung des größten Mounds vorgenommen, die ein etwas früheres Datum um 2000 v. Chr. wahrscheinlich machte. Alle diese Datierungen galten als umstritten, allgemein wurden die Mounds von Poverty Point als die ältesten, gesicherten angenommen. 1997 wurden die Ergebnisse von Bohrungen in Mounds und verbindenden Rücken veröffentlicht, zusammen mit den ersten 14C-Datierungen anhand von Material aus den Bohrkernen. Die 14C-Daten siedelten Watson Brake um noch einmal weit über 1000 Jahre früher in der Mitte der Archaischen Periode an, mit einem Alter von 5400 bis 5000 Jahren Before Present. Bei den Bohrungen wurden auch bereits einzelne Artefakte aus dem Material der Mounds geborgen, darunter Projektilspitzen vom Evans-Typ mit seitlichen Einzügen, die zur Datierung in die mittlere Archaische Periode passen.
Vor 1998 konnte die südliche Hälfte des Fundortes nicht untersucht werden, da der frühere Grundeigentümer keinen Zutritt gewährte. Erst als das Grundstück von einem Förderverein angekauft und dem Staat Louisiana übertragen wurde, hatten Archäologen Zugang zur gesamten Anlage. Ein umfangreiches, multidisziplinäres Programm führte zu einer gründlichen Untersuchung unter Leitung der University of Louisiana at Monroe, die 2004 abgeschlossen und 2005 publiziert wurde. Die Daten verschoben die ersten Ansätze der Anlage um weitere rund 100 Jahre nach vorne und ergaben durch die Auswertung von Bohrprofilen Hinweise auf die Baugeschichte. Außerdem wurden Artefakte untersucht und bestimmt.